# Roy Campbell (poeta)
Roy Campbell, właśc. Ignatius Royston Dunnachie Campbell (ur. 2 października 1901 w Durbanie, zm. 22 kwietnia 1957 k. Setúbal) – południowoafrykański poeta i satyryk. 

## Życiorys
Urodził się w Durbanie i pobierał nauki w tamtejszym liceum. Od najmłodszych lat interesował się literaturą, spędzał też wiele czasu na wolnym powietrzu. Z pasją łowił ryby, jeździł konno, polował, płynnie mówił po zulusku. 
Opuścił Afrykę Południową w 1918, aby wstąpić na Uniwersytet Oksfordzki. W rzeczywistości nigdy nie rozpoczął nauki, ale jego zdolności rozwijały się w atmosferze uniwersyteckiego miasta. W wierszach naśladował Eliota i Paula Verlaine’a, później poznał Eliota i Wyndhama Lewisa. Swój pierwszy tom wierszy The Flaming Terrapin (Płonący Żółw) opublikował w 1924, gdy miał tylko 22 lata.
Debiut umocnił jego reputację jako twórcy z wielką przyszłością. Krytykował grupę poetycką Bloomsbury, która wedle niego była rozwiązła, snobistyczna i w pewnym sensie antychrześcijańska. W swej satyrze Georgiada, opublikowanej w 1931, zjadliwie zaatakował tę grupę – wystarczającym powodem mógł być romans jego żony z kochankiem Virginii Woolf.
Powrócił do Afryki Południowej i rozpoczął wydawanie czasopisma literackiego „Voorslag”, w czym pomagali mu William Plomer i Laurens van der Post. Po pewnym czasie uznał jednak tamtejszą scenę literacką za zbyt skoncentrowaną na własnych problemach. Po opublikowaniu satyrycznego poematu The Wayzgoose (1928) przeprowadził się do Francji. 
Okres francuski zaowocował publikacjami: Adamastora (1930), Wierszy (Poems, 1930), Georgiady (The Georgiad – A Satirical Fantasy in Verse, 1931) oraz pierwszego tomu autobiografii Przerwany zapis (Broken Record, 1934). 
Wkrótce doszło do wybuchu hiszpańskiej wojny domowej, w której poparł generała Francisco Franco i wziął bezpośredni udział w walkach. Ponieważ sympatyzował z katolicyzmem, on i jego rodzina zmienili wyznanie w niewielkiej hiszpańskiej wiosce Altea w 1935. Jego wsparcie dla Franco zostało wyrażone w poemacie Kwitnąca strzelba (Flowering Rifle, 1939). 
Wybór ten przysporzył mu wielu wrogów, ale Campbell był przekonany, że wojna domowa była konfliktem pomiędzy chrześcijaństwem, jego wartościami i ponadczasową etyką, a destruktywnymi siłami ateizmu i komunizmu. Większość zachodnich artystów i pisarzy sympatyzowała z republikanami, toteż jego opowiedzenie się przeciwko większości opinii publicznej źle wpłynęło na popularność jego dzieł. Po wojnie zamieszkał w Wielkiej Brytanii, gdzie utrzymywał koleżeńskie relacje z J.R.R. Tolkienem, mimo niechętnego nastawienia C.S. Lewisa.
W czasie II wojny światowej służył w Armii Brytyjskiej, awansując do stopnia sierżanta. W 1944 został zwolniony z wojska z powodów zdrowotnych. Następnie przeprowadził się do Portugalii w 1952. Tam opublikował drugi tom autobiografii Light on a Dark Horse. 
Nawrócenie Campbella zainspirowało go do stworzenia wierszy, uważanych przez niektórych za najdoskonalsze przykłady liryki duchowej jego pokolenia. Przetłumaczył wiersze świętego Jana od Krzyża i udokumentował swoje nawrócenie w utworach zawartych w Mithraic Emblems (1936).
Zginął w wypadku samochodowym niedaleko Setúbal w Portugalii w wielkanocny poniedziałek 1957.

### Rodzina
Był żonaty z Mary Garman – członkinią Bloomsbury Group. Miał z nią dwie córki: Teresę „Tess” i Annę.

## Recepcja
Pomimo że przez niektórych ze swoich rówieśników, takich jak Thomas Stearns Eliot, Dylan Thomas czy Edith Sitwell, był uważany za jednego z najlepszych poetów dwudziestego stulecia, jego bezkompromisowe poparcie dla niemodnych spraw i zdolność do robienia sobie wrogów pośród wpływowych ludzi sprawiły, że jego dorobek popadł w zapomnienie.

## Wybrana twórczość
- The Flaming Terrapin (1924)
- The Wayzgoose: A South African Satire (1928)
- Adamastor (1930)
- Poems (1930)
- The Gum Trees (1931)
- The Georgiad – A Satirical Fantasy in Verse (1931)
- Taurine Provence (1932)
- Pomegranates (1932)
- Burns (1932)
- Flowering Reeds (1933)
- Broken Record (1934)
- Mithraic Emblems (1936)
- Flowering Rifle: A Poem from the Battlefield of Spain (1936)
- Sons of the Mistral (1938)
- Talking Bronco (1946)
- Poems of Baudelaire: A Translation of Les Fleurs du Mal (1946) – przekład
- Light on a Dark Horse: An Autobiography (1952)
- Lorca (1952)
- Cousin Bazilio by José Maria de Eça de Queiroz (1953) – przekład
- The Mamba's Precipice (1953)
- Nativity (1954)
- Portugal (1957)
- Wyndham Lewis (1985)